# سازند گچساران
سازند گچساران به عنوان پوش‌سنگ میدان‌های نفتی آسماری، نخستین گروه سازند فارس است که در مناطق فروافتادگی دزفول - لرستان تا حوضه خلیج فارس گسترش دارد. این سازند زمان‌گذر است، به‌گونه‌ای که مرز زیرین آن در اطراف جزیره قشم به الیگوسن و شاید ائوسن برسد ولی در نواحی شمالی، سن بوردیگالین (میوسن پیشین) دارد. این سازند قبلاً به نام فارس پائینی یا سری شیمیایی، تبخیری فارس پائینی مشهود بود، در خلیج فارس به گروه ژیپس پائینی نیز مشهود داشت. سازند گچساران به علت داشتن خواص پلاستیکی و قابلیت تحرک که معلوم خواص ویژه ژیپس و نمک است، در مقابل تنش‌های زمین ساختی عکس‌العمل شدیدی از خود نشان داده اغلب ایجادتر است. بهم زدن توالی طبقات، جمع‌شدگی، نازک شدگی، تزریق در لایه‌های فوقانی و … را سبب می‌شود. سازند گچساران در مقطع زیر زمینی که ضمن حفاری‌های نفتی مطالعه شده از ۷ بخش تشکیل گردیده‌است. در بعضی از نواحی این بخش‌ها قابل تشخیص و در برخی از مناطق غیرقابل تمیز از یکدیگر می‌باشد.